# Federal Housing Administration 203(k)
Aux États-Unis, la section 203(k) des buts de la Federal Housing Administration (FHA) est un programme de réhabilitation et de rénovation de l'immobilier familial. Il est un outil important de la revitalisation des quartiers et d'incitation à l'accession à la propriété par des particuliers.
La Federal Housing Administration ("Administration fédérale du logement"), qui fait partie du Department of Housing and Urban Development (HUD) ("Ministère du logement et du développement urbain"), administre divers types de programmes d'assurances relatives aux emprunts hypotécaires des familles. Ces programmes fonctionnent auprès des institutions de crédit approuvées par la FHA qui lui soumettent les demandes d'évaluation du bien et d'approbation du crédit à l'acquéreur. Ces institutions subventionnent le crédit hypothécaire que la FHA assure ensuite.
Les articles légaux concernant la Section 203(k) se trouvent dans le Chapitre II Titre 24 du Code of Federal Regulations sous la Section 203.50 et les Sections 203.440 à 203.494.